# Rebecca Lee Crumpler
Rebecca Davis Lee Crumpler (Christiana, Delaware; 8 de febrer de 1831 - Boston, 9 de març de 1895) va ser la primera metgessa afroamericana als Estats Units. Es va casar amb Arthur Crumpler, que havia servit amb l'Exèrcit de la Unió durant la Guerra de Secessió. El seu llibre, Book of Medical Discourses de 1883 va ser un dels primers escrits sobre medicina publicats per un afroamericà i l'únic publicat per una dona en el segle xix.

## Infància i joventut
Filla de Matilda Webber i Absolum Davis, va ser criada a Pennsilvània per una tieta que cuidava els veïns malalts. Crumpler més tard va assistir a l'Escola West Newton English and Classical a Massachusetts, on era una estudiant especialment brillant en matemàtiques.
Durant els anys anteriors a la guerra, l'atenció mèdica per als negres pobres era gairebé inexistent. Es va mudar a Charlestown, Massachusetts, on es va casar amb Wyatt Lee, nadiu de Virgínia, el 19 d'abril de 1852. Durant els vuit anys següents, Crumpler va treballar com a infermera fins que va ser acceptada en el New England Female Medical College el 1860. Era rar en aquesta època que les dones o els homes negres fossin admesos a les escoles de medicina. El seu espòs Wyatt va morir el 1863 mentre ella encara era estudiant de medicina. Quan va començar la Guerra Civil, Crumpler es va veure obligada a abandonar els seus estudis. Va tornar a la universitat el 1863, però ja no tenia ajuda econòmica. Per completar la seva educació, va guanyar una beca del Fons de Beques Wade, que va ser establert per l'abolicionista d'Ohio, Benjamin Wade.

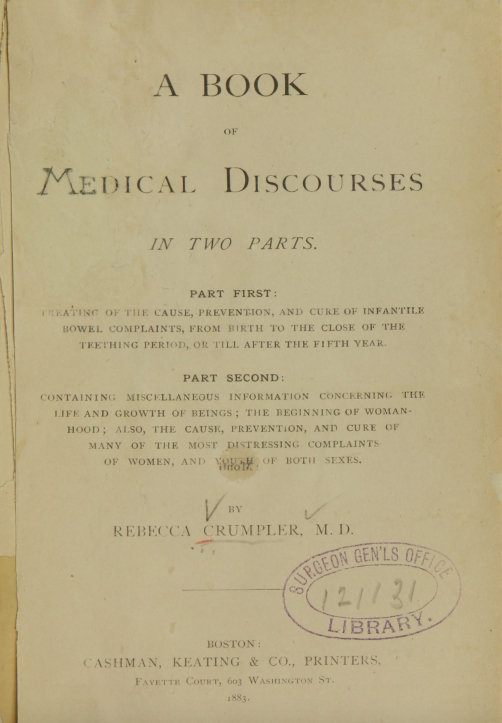
Crumpler, A Book of Medical Discourses

Quan es va graduar el 1864, va ser la primera dona afroamericana als Estats Units a obtenir un títol de Doctor en Medicina, i l'única dona afroamericana a graduar-se en la New England Female Medical College. L'escola va tancar el 1873, sense que s'hi hagués graduat una altra dona negra, quan es va fusionar amb la Universitat de Boston.

## Carrera
Crumpler primer va practicar la medicina a Boston, principalment per a dones i nens pobres. El 24 de maig de 1865, a Saint John, Nova Brunswick, es va casar amb Arthur Crumpler, un antic esclau fugitiu de Virgínia que havia servit amb l'Exèrcit de la Unió a Fort Monroe, Virgínia. Després del final de la Guerra Civil Americana el 1865, es va traslladar a Richmond, Virgínia, creient que era "un camp propici per al treball missioner real, i que presentaria àmplies oportunitats per familiaritzar-se amb les malalties de les dones i els nens. Durant la meva estada allí gairebé cada hora es van fer progressos en aquesta àrea de treball. L'últim trimestre de l'any 1866, se'm va permetre ... tenir accés tots els dies a un gran nombre d'indigents, i uns altres de diferents classes, en una població de més de 30.000 negres."
Va treballar per a l'Oficina dels Refugiats, Alliberats i Terres Abandonades per proporcionar atenció mèdica als esclaus alliberats; ella estava sotmesa a un "racisme intens".[nota 3] Quan va tornar a Boston, el seu veïnat en Joy Street Beacon Hill era una comunitat predominantment afroamericana. Ella "va entrar en el treball amb renovat vigor, practicant a fora i rebent a nens a la casa per a donar-los tractament, independentment, en certa manera, de la remuneració." Rebecca i Arthur eren també membres actius de la Dotzena Església Baptista, on Arthur era un fideïcomissari i a mitjan desembre de 1870, la seva filla, Lizzie Sinclair Crumpler, va néixer a la seva casa de 20 Garden Street.

## Últims anys
Cap a 1880 Rebecca i Arthur s'havien traslladat a Hyde Park, Boston. No hi havia molta demanda pel seu servei en la comunitat. Ja no practicava la medicina en 1883 quan va publicar A Book of Medical Discourses a partir de les notes que va prendre durant la seva carrera mèdica. Es va dedicar a infermeres i mares, i es va centrar l'atenció mèdica de dones i nens.
Encara que "no hi ha fotos o altres imatges" de Rebecca, un article de Boston Globe la va descriure d'aquesta manera: "Ella és una dona molt agradable i intel·lectual i una treballadora infatigable de l'església. Té 59 o 60 anys, alta i dreta, amb la pell marró clara i el pèl gris." Va morir el 9 de març de 1895 i està enterrada en el cementiri Fairview prop de la seva residència en Hyde Park.

## Reconeixements
La Societat Rebecca Lee, una de les primeres societats mèdiques per a dones afroamericanes, va ser nomenada així en el seu honor. La seva casa en Joy Street és una de les parades en el Camí de l'herència de les dones de Boston, una sèrie de recorreguts a peu pels llocs importants en la història de les dones de la ciutat.